# Brachythecium coruscum
Brachythecium coruscum là một loài Rêu trong họ Brachytheciaceae. Loài này được I. Hagen mô tả khoa học đầu tiên năm 1908.